# Brjanka
Brjanka (ukrainisch Брянка; russisch Брянка Brjanka) ist eine Stadt von regionaler Bedeutung in der Oblast Luhansk im Osten der Ukraine mit rund 46.000 Einwohnern (2016).

## Geographie

### Geographische Lage
Die Stadt befindet sich im östlichen Donezbecken etwa 50 km westlich der Oblasthauptstadt Luhansk. Sie ist Teil der Agglomeration Altschewsk-Stachanow und grenzt im Norden an Stachanow, im Osten an Altschewsk, im Süden an Artemiwsk und im Westen an Almasna.

### Klima
Die Stadt liegt in der kontinentalen Klimazone, mit ziemlich trockenen Sommern und kalten Wintern mit instabilen Schneedecken. Die durchschnittliche Temperatur des wärmsten Monats (Juli) beträgt 12 °C bis 23 °C, und die des kältesten (Januar) −5 °C bis −7 °C. Die maximale Temperatur im Sommer beträgt 38 °C bis 42 °C und das Minimum beträgt in manchen Wintern −36 °C bis −40 °C.
Der durchschnittliche jährliche Niederschlag reicht von 209 mm bis 320 mm, mit starken Schwankungen von Jahr zu Jahr. Die durchschnittliche Schneehöhe beträgt 11,6 cm. Der Boden wird auf eine Tiefe von einem Meter oder mehr eingefroren.

### Stadtgemeinde
Am 12. Juni 2020 wurde die Stadt ein Teil der neugegründeten Stadtgemeinde Kadijiwka, bis dahin bildete die Stadt zusammen mit den Siedlungen städtischen Typs Hanniwka, Hlybokyj, Juschna Lomuwatka, Lomuwatka und Werhuliwka die gleichnamige Stadtratsgemeinde Brjanka (Брянківська міська рада/Brjankiwska miska rada) direkt unter Oblastverwaltung stehend.
Am 17. Juli 2020 wurde der Ort ein Teil des Rajons Altschewsk.

## Geschichte
Brjanka wurde im Jahr 1696 gegründet. Eine starke Entwicklung des Ortes begann mit dem Abbau der Kohlevorkommen rund um die Stadt seit Mitte des 19. Jahrhunderts.
Am 12. Juli 1942 wurde die Stadt von der deutschen Wehrmacht besetzt und am 2. September 1943 von der sowjetischen Armee befreit.
Seit 1962 hat Brjanka den Status einer Stadt.
Die Stadt befindet sich seit 2014 unter Kontrolle der international nicht anerkannten Volksrepublik Lugansk und gehört nach Angaben der ukrainischen Regierung zu einem Gebiet, auf dem die Organe der Staatsmacht vorübergehend ihre Befugnisse nicht ausüben.

## Bevölkerung
| 1923  | 1926  | 1939   | 1959   | 1970   | 1979   | 1989   | 2001   | 2016   |
| ----- | ----- | ------ | ------ | ------ | ------ | ------ | ------ | ------ |
| 7.372 | 9.505 | 36.920 | 77.600 | 71.421 | 62.768 | 64.816 | 54.767 | 46.127 |

Quelle:
1923–2016;
1939